# Isabel Rohner

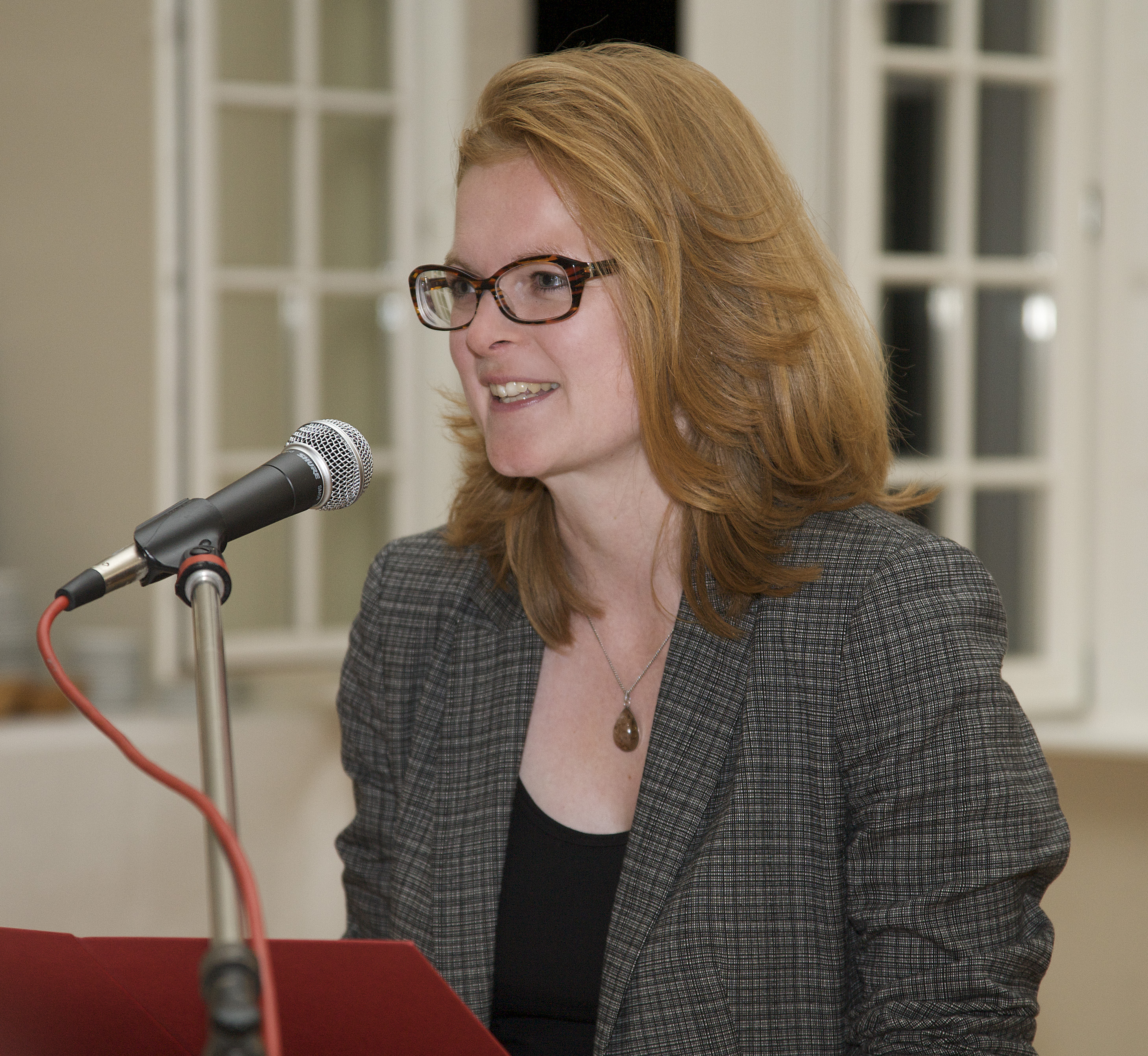
Isabel Rohner (2011)

Isabel Rohner (* 1979 in St. Gallen) ist eine schweizerisch-deutsche Literaturwissenschaftlerin, Publizistin und Hedwig-Dohm-Expertin.

## Leben
Isabel Rohner studierte an den Universitäten Zürich und Köln Germanistik, Philosophie und Romanistik und promovierte an der Universität Gießen. Dort war sie als wissenschaftliche Mitarbeiterin am Lehrstuhl für Komparatistik von Prof. Dr. Annette Simonis sowie als Lehrbeauftragte tätig. Letzteres war sie über mehrere Jahre auch an der Universität Koblenz-Landau.
Seit 2006 gibt sie zusammen mit der Historikerin Nikola Müller die Edition Hedwig Dohm heraus, die erste kommentierte Gesamtausgabe der Werke der Schriftstellerin und feministischen Pionierin Hedwig Dohm (1831–1919). 2010 veröffentlichte sie über Hedwig Dohm zudem die Biografie Spuren ins Jetzt. Zusammen mit dem Schauspieler Gerd Buurmann bringen Isabel Rohner und Nikola Müller unter dem Namen Hedwig Dohm Trio Dohms Leben und Werk auch auf die Bühnen im gesamten deutschsprachigen Raum.
Rohner ist verheiratet und lebt in Berlin.

### Aktivitäten und Forschung zum Thema Frauenwahlrecht
Rohner ist in St. Gallen aufgewachsen und hat ab 1989 als 10-Jährige miterlebt, wie im Kanton Appenzell Innerrhoden über die Einführung des Frauenwahlrechts auf kantonaler Ebene debattiert wurde. Auf Bundesebene hatten die Frauen in der Schweiz seit 1971 das aktive und passive Wahlrecht, Appenzell Innerrhoden weigerte sich jedoch, dieses Recht auch auf kantonaler Ebene umzusetzen. Rohner nennt diese Erfahrung eine ihrer „frühesten politischen Erinnerungen“. Die Debatten seien frauenverachtend gewesen, hätten sie damals schon politisiert und für Frauenrechte sensibilisiert. Mit Theresia Rohner, die 1989 auf Kantonsebene geklagt hatte und danach die erste Klage auf Bundesebene eingereicht hat, ist sie jedoch nicht verwandt.
2017 erschien ihr Sammelband 100 Jahre Frauenwahlrecht. Ziel erreicht! … und weiter?, den sie zusammen mit der Journalistin Rebecca Beerheide herausgegeben hat. Anlass war das Jubiläum 100 Jahre Frauenwahlrecht, das in Deutschland 2018 (Einführung des Wahlrecht)  und 2019 (erste nationsweite Wahl in Deutschland) gefeiert wird. Der Band enthält Texte und Interviews von und mit prominenten Frauen aus Politik, Wirtschaft, Wissenschaft und Öffentlichkeit u. a. Rita Süssmuth, Gesine Schwan, Ulrike Guérot, Sabine Lautenschläger, Sigrid Nikutta, Zana Ramadani, Sabine Leutheusser-Schnarrenberger, dem Verband deutscher Unternehmerinnen und dem Juristinnenbund. Rohner selbst schreibt in dem Buch einen Artikel über die Erkämpfung des Frauenwahlrechts in Appenzell. Zur Geschichte der Frauenbewegungen hält sie deutschlandweit Vorträge. Seit Sommer 2020 veröffentlicht Rohner gemeinsam mit Regula Stämpfli den feministischen Wochenrückblick Die Podcastin.

## Publikationen (Auswahl)
Herausgeberschaften
- mit Nikola Müller: Hedwig Dohm – Ausgewählte Texte. Trafo Verlag, Berlin 2006, ISBN 3-89626-559-8.
- mit Nikola Müller: Hedwig Dohm – Sibilla Dalmar. Trafo Verlag, Berlin 2006, ISBN 3-89626-560-1.
- mit Nikola Müller: Hedwig Dohm – Schicksale einer Seele. Trafo Verlag, Berlin 2007, ISBN 978-3-89626-561-6.
- mit Nikola Müller: Hedwig Dohm – Christa Ruland. Trafo Verlag, Berlin 2008, ISBN 978-3-89626-562-3.
- mit Nikola Müller: Hedwig Dohm – Briefe aus dem Krähwinkel. Trafo Verlag, Berlin 2009, ISBN 978-3-89626-563-0.
- mit Nikola Müller: Hedwig Dohm – Feuilletons 1877–1903. Trafo Verlag, Berlin 2016, ISBN 978-3-86464-137-4.
- mit Rebecca Beerheide: 100 Jahre Frauenwahlrecht. Ziel erreicht! … und weiter? Ulrike Helmer, Sulzbach 2017, ISBN 978-3-89741-398-6.
- mit Irène Schäppi: 50 Jahre Frauenstimmrecht. 25 Frauen über Demokratie, Macht und Gleichberechtigung, Limmat Verlag, Zürich 2020, ISBN 978-3-85791-891-9.

Autorin
- Spuren ins Jetzt. Hedwig Dohm, eine Biografie. Ulrike Helmer Verlag, Sulzbach 2010, ISBN 978-3-89741-299-6.
- Schöner Morden. Ulrike Helmer Verlag, Roßdorf 2019, ISBN 978-3-89741-433-4.
- Taugenixen. Ulrike Helmer Verlag, Roßdorf 2019, ISBN 978-3-89741-447-1.
- Gretchens Rache. Ulrike Helmer Verlag. Roßdorf 2021, ISBN 978-3-89741-451-8.
- Schwarze Petra. Ulrike Helmer Verlag. Sulzbach am Taunus 2022, ISBN 978-3-89741-458-7.
- Kalte Sophie. Ulrike Helmer Verlag. Sulzbach am Taunus 2023, ISBN 978-3-89741-469-3.